# 마우러-카르탕 형식
미분기하학에서 마우러-카르탕 형식(Maurer-Cartan形式, 영어: Maurer–Cartan form)은 리 군 위에 정의된, 리 대수 값의 1차 미분 형식이다. 리 군의 연산 구조를 나타낸다.

## 정의
마우러-카르탕 형식의 개념은 여러 가지로 정의될 수 있으며, 이 정의들은 모두 서로 동치이다.
편의상, 왼쪽 · 오른쪽 곱셈 함수를 다음과 같이 정의하자.
{\displaystyle {\mathsf {L}}_{g},{\mathsf {R}}_{g}\colon G\to G\qquad (g\in G)}
{\displaystyle {\mathsf {L}}_{g}\colon h\mapsto gh}
{\displaystyle {\mathsf {R}}_{g}\colon h\mapsto hg}

### 내재적 정의
리 군 {\displaystyle G}가 주어졌다고 하자. 그렇다면, 벡터장의 밂
{\displaystyle {\mathsf {L}}_{g*}\colon \mathrm {T} _{h}G\mapsto \mathrm {T} _{gh}G}
를 정의할 수 있다.
{\displaystyle G}의 리 대수는 항등원에서의 접공간과 같다.
{\displaystyle {\mathfrak {g}}=\mathrm {T} _{1}G}
이제, 각 점 {\displaystyle g\in G}에서, 마우러-카르탕 형식
{\displaystyle \omega \in \Omega ^{1}(G;{\mathfrak {g}})}
은 다음과 같은 성분을 갖는 리 대수 값 1차 미분 형식이다.
{\displaystyle \omega _{g}(v)={\mathsf {L}}_{g^{-1}*}(v)\in \mathrm {T} _{1}G={\mathfrak {g}}\qquad (g\in G,\;v\in \mathrm {T} _{g}G)}

### 외재적 정의
임의의 자연수 {\displaystyle n\in \mathbb {N} }에 대하여, 일반 선형군 {\displaystyle \operatorname {GL} (n;\mathbb {R} )} 위의 매끄러운 함수
{\displaystyle f_{ij}\colon \operatorname {GL} (n;\mathbb {R} )\to \mathbb {R} \qquad (i,j\in \{1,2,\dotsc ,n\})}
가 행렬의 {\displaystyle (i,j)}번째 성분을 고르는 함수라고 하자. 그렇다면, 1차 미분 형식
{\displaystyle \mathrm {d} f_{ij}\in \operatorname {\Omega } ^{1}(M)}
들을 정의할 수 있다. 이들을 모아
{\displaystyle \mathrm {d} f\in \operatorname {\Omega } ^{1}(M)\otimes \mathbb {R} ^{n^{2}}=\Omega ^{1}(M;{\mathfrak {gl}}(n;\mathbb {R} ))}
를 정의할 수 있다.
{\displaystyle \operatorname {GL} (n;\mathbb {R} )} 위의 마우러-카르탕 형식은 다음과 같다.
{\displaystyle \omega |_{M}=M^{-1}\,\mathrm {d} f}
이제, 다음이 주어졌다고 하자.
- (유한 차원) 연결 단일 연결 리 군 {\displaystyle G} 및 그 리 대수 {\displaystyle \operatorname {Lie} (G)={\mathfrak {g}}}

그렇다면, 다음을 임의로 고르자. 우선, {\displaystyle {\mathfrak {g}}}는 유한 차원 실수 리 대수이므로, 충분히 큰 {\displaystyle n\in \mathbb {N} }에 대하여 항상 다음과 같은 단사 실수 리 대수 준동형이 존재한다.
{\displaystyle {\mathfrak {g}}\hookrightarrow \operatorname {\mathfrak {gl}} (n;\mathbb {R} )}
이는 마찬가지로 매끄러운 군 준동형
{\displaystyle \phi \colon G\to \operatorname {GL} (n;\mathbb {R} )}
을 정의한다. 이는 (정의에 따라) 항상 몰입이지만, 일반적으로 단사 함수일 필요가 없다.
그렇다면, {\displaystyle G}의 마우러-카르탕 형식
{\displaystyle \omega \in \Omega ^{1}(G;{\mathfrak {g}})}
는 {\displaystyle \operatorname {GL} (n;\mathbb {R} )}의 마우러-카르탕 형식 {\displaystyle \omega _{\operatorname {GL} (n;\mathbb {R} )}}의 당김
{\displaystyle \phi ^{*}\omega _{\operatorname {GL} (n;\mathbb {R} )}\in \Omega ^{1}(G;{\mathfrak {gl}}(n;\mathbb {R} ))}
이다. 이는 사실 {\displaystyle {\mathfrak {g}}\subseteq {\mathfrak {gl}}(n;\mathbb {R} )}에 속하는 것을 보일 수 있다.
{\displaystyle \phi ^{*}\omega \in \Omega ^{1}(G;{\mathfrak {g}})}
또한, 이 표현은 {\displaystyle (\phi ,n)}의 선택에 의존하지 않음을 보일 수 있다.
단일 연결이 아닌 연결 리 군 {\displaystyle G}의 마우러-카르탕 형식은 그 범피복군
{\displaystyle q\colon {\tilde {G}}\twoheadrightarrow G}
에 대하여,
{\displaystyle q^{*}\omega _{G}=\omega _{\tilde {G}}}
가 되는 유일한 미분 형식이다.

### 공리적 정의
리 군 {\displaystyle G} 위의 마우러-카르탕 형식은 다음 조건들을 모두 만족시키는 유일한 {\displaystyle {\mathfrak {g}}}값 1차 미분 형식
{\displaystyle \omega \in \Omega ^{1}(G;{\mathfrak {g}})}
이다.
- {\displaystyle \omega _{1}=\operatorname {id} \colon \mathrm {T} _{1}G\to \mathrm {T} _{1}G={\mathfrak {g}}}
- 임의의 {\displaystyle g\in G}에 대하여, {\displaystyle \omega _{g}=\operatorname {Ad} (g^{-1}){\mathsf {R}}_{g^{-1}}^{*}\omega _{1}}

이 정의는 주접속의 정의과 같다. 즉, {\displaystyle G}를 한원소 공간 {\displaystyle \{\bullet \}} 위의 주다발
{\displaystyle G\twoheadrightarrow \{\bullet \}}
로 간주하면, 마우러-카르탕 형식은 그 위의 유일한 주접속이다.

## 성질
임의의 벡터장 {\displaystyle X\in \Gamma ^{\infty }(\mathrm {T} G)}에 대하여, 만약
{\displaystyle {\mathsf {L}}_{g*}X=X}
라면, {\displaystyle \omega (X)\in {\mathcal {C}}^{\infty }(G,\mathbb {R} )}는 상수 함수이다.

### 마우러-카르탕 방정식
마우러-카르탕 형식은 다음 조건을 만족시킨다.
{\displaystyle \mathrm {d} \omega +{\frac {1}{2}}[\omega \wedge \omega ]=0}
이를 마우러-카르탕 방정식(Maurer-Cartan方程式, 영어: Maurer–Cartan equation)이라고 한다.

#### 마우러-카르탕 방정식의 일반화
리 군 {\displaystyle G} 위의, {\displaystyle {\mathfrak {g}}} 값의 미분 형식들은 미분 등급 리 대수 {\displaystyle \Omega (G;{\mathfrak {g}})}를 이룬다. 이에 따라, 마우러-카르탕 방정식은 임의의 미분 등급 리 대수 {\displaystyle {\mathfrak {g}}}에 대하여 일반화된다. 즉,
{\displaystyle {\mathfrak {g}}=\bigoplus _{n\in \mathbb {N} }{\mathfrak {g}}^{n}}
위의 마우러-카르탕 방정식은 1차 원소에 대한 방정식
{\displaystyle \mathrm {d} \omega +{\frac {1}{2}}[\omega ,\omega ]=0}
이다. 그러나 그 해는 일반적으로 유일하지 못하다. (차수 조건을 생략할 경우, 예를 들어 {\displaystyle \omega =0} 역시 마우러-카르탕 방정식을 자명하게 만족시킨다.)
보다 일반적으로, 임의의 L∞-대수 {\displaystyle {\mathfrak {g}}}를 생각하자. L∞-대수에서, 미분 연산 {\displaystyle \mathrm {d} }는 1항 괄호에 해당한다. 이 경우, {\displaystyle {\mathfrak {g}}} 위의 마우러-카르탕 방정식은 다음과 같다.
{\displaystyle \sum _{k=0}^{\infty }{\frac {1}{k!}}[\overbrace {\omega ,\dotsc ,\omega } ^{k}]_{k}=0}

## 역사
루트비히 마우러(독일어: Ludwig Maurer, 1859~1927)와 엘리 카르탕의 이름을 땄다.

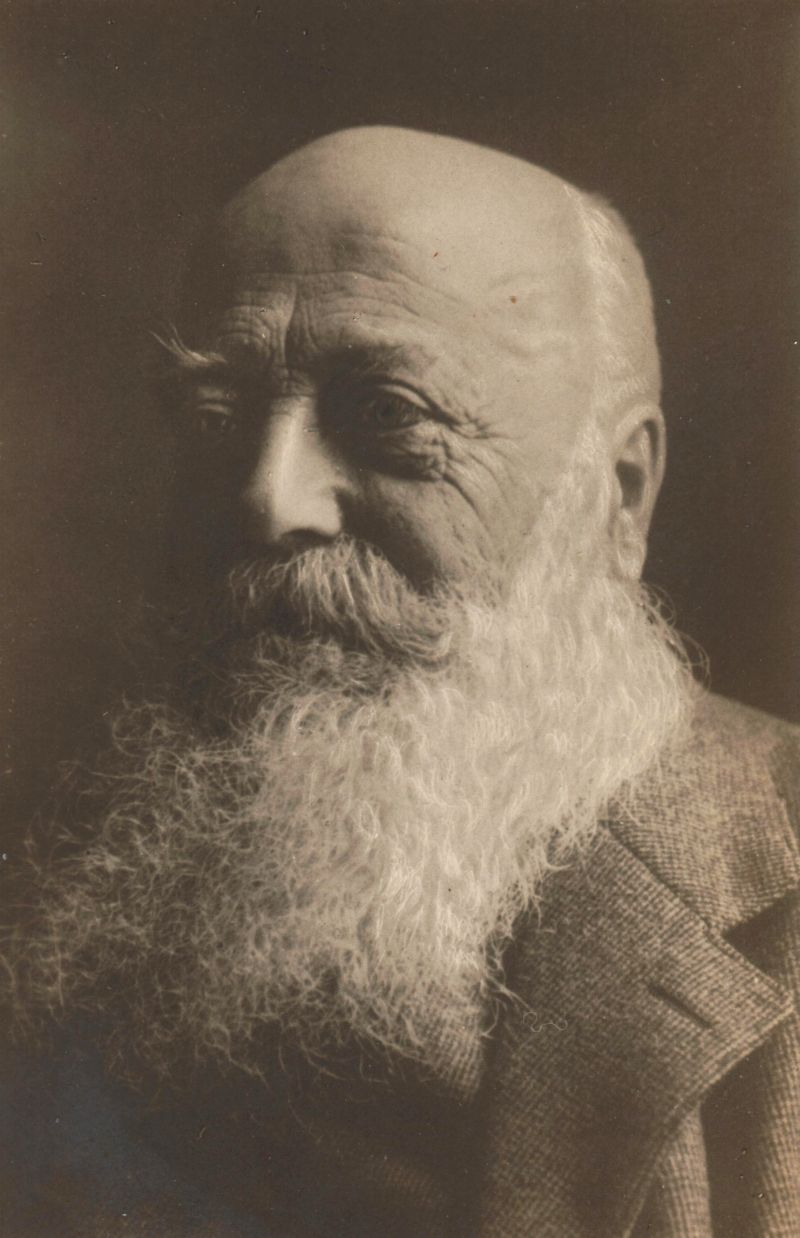
루트비히 마우러
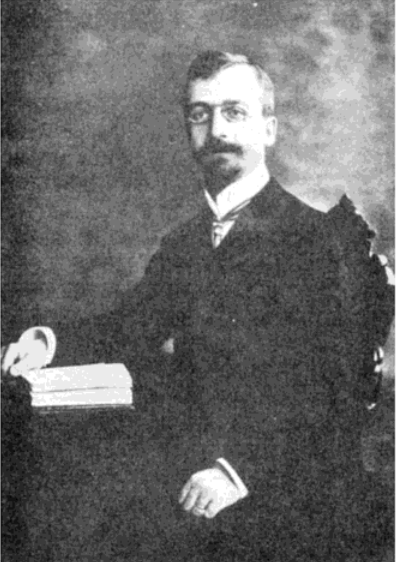
엘리 카르탕

## 예
아벨 군 {\displaystyle G=\mathbb {R} ^{n}}을 생각하자. 그 위의 마우러-카르탕 형식은 단순히
{\displaystyle (\omega |_{v})_{i}{}^{j}=\delta _{i}^{j}\qquad i,j\in \{1,2,\dotsc ,n\}}
이다.
이 경우, 마우러-카르탕 방정식은 단순히
{\displaystyle \mathrm {d} \omega =0}
이므로, 마우러-카르탕 방정식은 마우러-카르탕 원소를 완전히 결정하지 못한다.